# Batman: Arkham City Lockdown
Batman: Arkham City Lockdown est un jeu vidéo mobile d'action-aventure développé par NetherRealm Studios et édité par Warner Bros. Interactive Entertainment pour iOS et sorti le 7 décembre 2011. Se déroulant avant Arkham City, les joueurs utilisent les commandes de l’écran tactile pour combattre divers ennemis en face-à-face, tels que Solomon Grundy, le Joker, Double-Face ou encore le mercenaire Deathstroke. Vaincre des ennemis permet de gagner des points qui peuvent être utilisés pour améliorer les statistiques de Batman ou pour débloquer des gadgets ou des costumes. Le jeu fonctionne grâce au moteur Unreal Engine 3.
Le jeu est adapté pour Android le 26 juin 2013.